# Borostomias elucens
Borostomias elucens is een straalvinnige vissensoort uit de familie van Stomiidae. De wetenschappelijke naam van de soort was oorspronkelijk Astronesthes elucens en is voor het eerst geldig gepubliceerd in 1906 door August Brauer. Charles Tate Regan deelde de soort in 1908 in in het door hem nieuw beschreven geslacht Borostomias.